# Tryst with Destiny

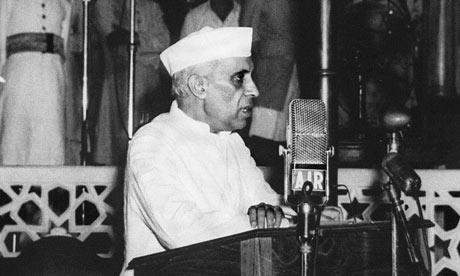
Jawaharlal Nehru hält 1947 seine Rede „Tryst with Testiny“ im Parliament House in Neu-Delhi.

„Tryst with Destiny“ (dt. „Begegnung mit dem Schicksal“) ist der Titel einer berühmten Rede von Jawaharlal Nehru, dem ersten Ministerpräsidenten Indiens. Die Rede wurde am 14. August 1947 um Mitternacht vor der Verfassungsgebenden Versammlung Indiens in Neu-Delhi gehalten. Mit dieser Rede wollte Nehru dem Weltfrieden und dem Wohlergehen der Menschheit ein großes Anliegen beimessen und sie gilt als eine der größten Reden des 20. Jahrhunderts.

## Entstehung
Nach dem Zweiten Weltkrieg erhielt die Unabhängigkeitsbewegung beträchtlichen Zulauf. Der Widerstand gegen die britische Kolonialherrschaft führte 1947 zur Unabhängigkeit, welche innerhalb weniger Wochen unter dem letzten Vizekönig Indiens, Lord Mountbatten, ausgehandelt wurde. Nehru erklärte am 14. August 1947, Indiens „Verabredung mit dem Schicksal“ sei endlich gekommen und die Entwicklung der bevölkerungsreichsten Demokratie der Welt stieg an. Zwei Tage nach Verkündigung der Unabhängigkeit wurde das Land geteilt in Indien (Hindu-Mehrheit) und West- und Ostpakistan (heute: Bangladesch) mit muslimischer Mehrheit.

## Rede
„Vor vielen Jahren trafen wir eine Verabredung mit dem Schicksal, und nun ist die Zeit gekommen, da wir unser Versprechen einlösen, zwar nicht ganz oder in vollem Maße, aber doch im Wesentlichen.“

Nehru beginnt mit einem Versprechen für die Freiheit, das „nicht ganz oder in vollem Maße“ eingelöst wird. Damit meine Nehru eine Teilung.
Nachdem die Uhr Mitternacht schlägt, werde Indien laut ihm zu Leben und Freiheit erwachen. Es sei ein seltener Augenblick in der Geschichte, da Indien aus dem Alten heraus in etwas Neues eintreffe. Für Nehru sei ein Zeitalter zu Ende gegangen und die lang unterdrückte Seele Indiens durch die britische Kolonialherrschaft fand endlich ihren Ausdruck. Er versicherte, Indien und seinem Volk und der Menschheit mit Hingabe zu dienen. Indien war seit Beginn auf einem endlosen Weg gewesen und zahllose Jahrhunderte waren erfüllt von seinem Streben und der Größe seiner Erfolge wie auch seiner Niederlagen. Er betonte, an diesem Tag den schlechten Zeiten ein Ende zu setzen.
Er bezeichnete die errungene Unabhängigkeit als Chance, die Indien erwarte. Darauf beteuerte Nehru jedoch auch, dass mit Freiheit und Macht eine große Verantwortung einhergehe und diese Versammlung den Grundstein dafür bilde. Indien habe bis zu diesem Tag große Schmerzen erleiden müssen, die als schwere Erinnerungen bei den Menschen geblieben sind oder nach wie vor noch anhalten. Die anhaltenden Schmerzen stellen in Nehrus Rede die Missstände zwischen Hindus und Muslimen dar. Dennoch rief Nehru auf, die Vergangenheit hinter sich zu lassen, denn die Zukunft stand Indiens Bevölkerung bevor.
Er betonte, dass die Zukunft für das unaufhörliche Streben steht, die immer wieder gemeinsam abgelegten Gelübde endlich zu erfüllen und denen zu dienen, die leiden. Er wolle der Armut und Unwissenheit, der Krankheit und der Chancenungleichheit ein Ende setzen. Nehru sprach vom „größten Mann unserer Generation“, welcher die Trauer von den Menschen nehmen und das Leid bis zum Schluss bekämpfen soll. Er bezog sich hier auf Gandhi.
Nehru behauptete, es sei ein langer schwerer Weg, um ihre Träume wahr werden zu lassen, die sowohl Indien als auch der Welt gewidmet seien. Denn Frieden und Wohlstand ließen sich aufgrund der zahlreichen engen Beziehungen zwischen den Nationen nicht aufteilen. Dies gelte auch für Katastrophen, die sich nicht mehr unabhängig voneinander betrachten ließen.

„Das indische Volk, dessen Repräsentanten wir sind, rufen wir dazu auf, sich gemeinsam mit uns in Glauben und Zuversicht an dieses große Abenteuer zu wagen.“

Zum Schluss fordert Nehru ganz Indien auf, sich an diesen neuen Abschnitt in der Geschichte heranzutrauen, bösen Willen hinter sich zu lassen und das Ziel, ein freies Indien aufzubauen, zu verfolgen.

## Mediale Rezeption
Nehrus Rede wurde weltberühmt und zählt zu den Reden, die die Welt veränderten. Seine Rede wurde 1997 zu Indiens 50. Jahrestag der Unabhängigkeit vielerorts medial aufgegriffen. So berichteten deutsche Medien wie die Mitteldeutsche Zeitung über die Jubiläumsfeier am 14. August 1997 im Parlament in Neu-Delhi, bei welchem auch die Aufnahme von Jawaharlal Nehrus Unabhängigkeitsrede abgespielt wurde. Der damalige Präsident Narayanan betonte, dass Nehrus damaligen Ziele nach wie vor nicht erreicht wurden und hob die Überwindung von Armut und die Bekämpfung von Krankheiten hervor. Der Bericht der Zürcher Zeitung vom 20. August 1996 berichtete, dass die Spannungen und die Armut der Länder Indien, Pakistan und Bangladesch das 50-jährige Jubiläum aufgrund der andauernden Unterentwicklungen im Bereich Gesundheit, Ernährung, Bildung und Pro-Kopf-Einkommen im Human Development Index der Uno trüben würden. Auch die Lausitzer Rundschau schrieb von einem „Jubiläum mit gemischter Bilanz“ und des Konfliktpotentials durch ethnische und religiöse Vielfalt.
Auch 10 Jahre später wurde die Rede erneut in einen negativen Zusammenhang durch die deutsche Zeitung Der Bund in einem Artikel vom 16. August 2007 gebracht. Die Versprechen wie Chancenungleichheit und das Ende von Armut, die damals 1947 geäußert wurden, seien nach wie vor offen und seien für die Missstände und Untergrundbewegungen verantwortlich. Auch in österreichischen Zeitungen wurde über das 60. Jubiläum der Unabhängigkeit Indiens berichtet. Die Presse berichtete am 13. August 2007 Bezug nehmend auf die Rede über Indiens jahrelange Stagnation und ihren prognostizierten Aufstieg zur Weltmacht.
Der 2016 durch veröffentlichte The New York Times Artikel beleuchtet die Teilung Indiens und dessen Folgen nach der Unabhängigkeitserklärung. Nehrus Worte hätten den Anlass der Rede erfüllt, jedoch hatten sie vor Ort wenig Wirkung aufgrund wiederkehrender Unruhen gezeigt. Für viele Millionen Menschen auf dem heutigen Subkontinent blieben alle Versprechen, die mit der Unabhängigkeit in Verbindung standen, nach wie vor uneingelöst.